# 约束优化问题
约束优化问题（亦译为受约束的最优化问题）是一类数学最优化问题，它由目标函数以及与目标函数中的变量相关的约束条件两部分组成，优化过程则为在约束条件下最优化（最大化或最小化）目标函数。

## 方程一般形式
一个约束最小化问题可以写成如下形式: 
{\displaystyle {\begin{array}{rcll}\min &~&f(\mathbf {x} )&\\\mathrm {subject~to} &~&g_{i}(\mathbf {x} )=c_{i}&\quad \\&~&h_{j}(\mathbf {x} )\geqq d_{j}\end{array}}}
其中{\displaystyle f(\mathbf {x} )}是目标函数；{\displaystyle g_{i}(\mathbf {x} )=c_{i}} 与 {\displaystyle h_{j}(\mathbf {x} )\geqq d_{j}}是求解这个目标函数需要满足约束条件（{\displaystyle i}和{\displaystyle j}标识第几个约束条）。在这个例子中，所有约束条件都是必须满足的，为硬约束。在有些问题中，目标函数是一些成本函数或者效用函数的加总，个体成本函数或者效用函数的约束条件只需要尽量满足，而不是必须满足，这种情况下的约束条件为软约束。